# منير مضوي
منير مضوي هو لاعب كرة قدم جزائري في مركز الدفاع، ولد في 18 أغسطس 1979 في سطيف في الجزائر. لعب مع وفاق سطيف.